# Character and Morality in Entertainment Awards
Pour les articles homonymes, voir Camie.
Les Character and Morality in Entertainment Awards (ou CAMIE Awards ou CAMIE) sont des récompenses cinématographiques et télévisuelles américaines, créés en 2001 et attribuées jusqu'en 2010. Présentée d'abord à Salt Lake City, la cérémonie s'est ensuite tenue à Los Angeles à partir de 2005.

## Description
Basés dans l'Utah, les CAMIE dépendaient d'une association à but non lucratif créée par des parents mormons en 1997, avec la volonté de promouvoir des films qui mettent l'accent sur leur conception de la moralité à travers des personnages considérés positifs et qui peuvent être partagés dans le cadre familial. Cette association conservatrice est alors coprésidée par l'un de ses fondateurs, le Dr. Glen C. Griffin, pédiatre, à la retraite et ardent défenseur de l'abstinence,. Selon Griffin, le cardinal John Joseph O'Connor lui avait conseillé, pour que ces prix soient un succès, de se focaliser sur les aspects positifs de ce que proposent les studios de cinéma.
Le contenu des  films récompensés devait se caractériser par « la vertu et la sensibilité », et, au contraire, éviter des éléments comme « la vulgarité »,, « les allusions sexuelles, la violence gratuite ou les blasphèmes »,. Les CAMIE souhaitaient ainsi valoriser des films qui « fournissent des modèles positifs pour former le caractère, surmonter l'adversité, corriger les choix imprudents, renforcer les familles, vivre des vies morales, et résoudre les problèmes de la vie avec intégrité et persévérance »,.
Chaque film récompensé recevait dix trophées, attribués à diverses personnes de l'équipe, qui pouvaient varier d'un film à l'autre, afin d'encourager l'implication collective dans la promotion des valeurs défendues par les CAMIEs. Les trophées des CAMIE étaient de petites statues de bronze représentant une jeune femme portant une robe longue.

## Palmarès

### Camie
2006
- La Marche de l'empereur – Yves Darondeau, Christophe Lioud, Emmanuel Priou, Luc Jacquet, Morgan Freeman, Laurent Chalet et Jérôme Maison
- Le Monde de Narnia : Le Lion, la Sorcière blanche et l'Armoire magique (The Chronicles of Narnia: The Lion, the Witch and the Wardrobe) – Andrew Adamson, Douglas Gresham, Georgie Henley, Skandar Keynes, Mark Johnson, Christopher Markus, Stephen McFeely, William Moseley, Charlie Nelson, Ann Peacock, Anna Popplewell, Philip Steuer et Brigham Taylor